# Walter Godefroot
Walter Godefroot (ur. 2 lipca 1943 w Gandawie) – belgijski kolarz szosowy, brązowy medalista olimpijski. Przez wiele lat był dyrektorem sportowym drużyny kolarskiej T-Mobile (Telekom).

## Kariera
Godefroot ścigał się w latach 1965 – 1976, wygrał między innymi 10 etapów w Tour de France, odnosił sukcesy w wielu belgijskich klasykach, jak np. Paryż-Roubaix. W 1964 na igrzyskach olimpijskich w Tokio zdobył brązowy medal w wyścigu ze startu wspólnego, przegrywając jedynie z Włochem Mario Zaninem i Duńczykiem Kjellem Rodianem.
Po zakończeniu swojej zawodowej kariery był dyrektorem sportowym drużyn Ijsboerke, Capri Sonne, Lotto oraz Weinmann. W roku 1992 zmienił drużynę i objął stanowisko dyrektora w Team Telekom, a następnie w 2004 i 2005 był menadżerem T-Mobile Team. Po sezonie 2005 wycofał się z kolarstwa, a jego miejsce w T-Mobile zajął Olaf Ludwig.

## Ważniejsze zwycięstwa
- Dookoła Flandrii (1968, 1978)
- Gandawa-Wevelgem (1968)
- Liège-Bastogne-Liège (1967)
- Züri-Metzgete (1970, 1974)
- Paryż-Roubaix (1969)
- Cztery Dni Dunkierki (1974)